# Herzogshof (Regensburg)

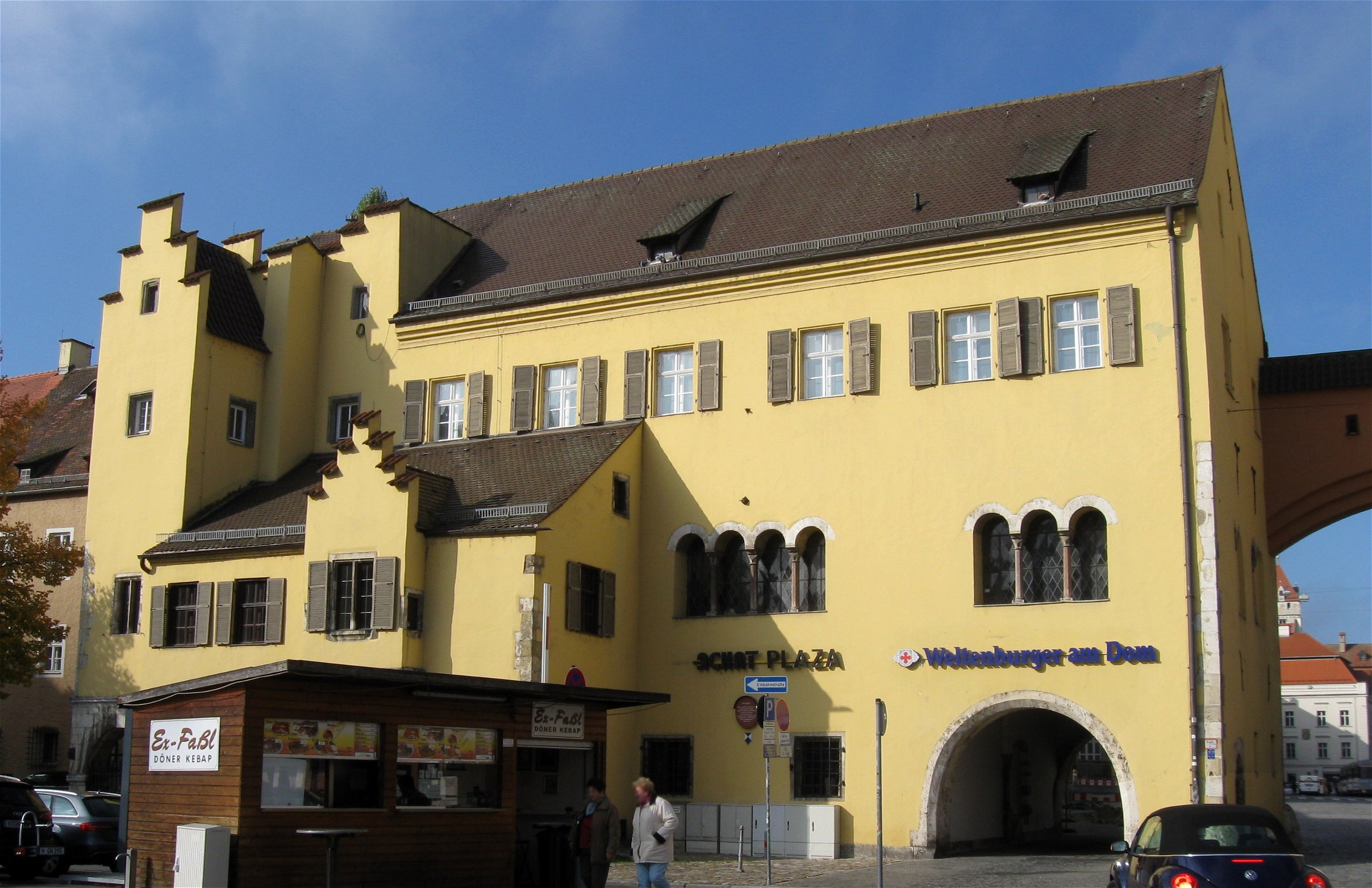
Herzogshof Ostfassade (2013)

Das heute als Herzogshof am Alten Kornmarkt bezeichnete Gebäude in der Altstadt von Regensburg ist streng genommen nur der 1937 umgestaltete östliche Teil des ehemaligen Herzoghofs, nämlich der Teil, der vor 1937 den Herzogssaal umfasste. Die übrigen größeren, westlichen Gebäudeteile des Herzoghofs wurden 1937 abgerissen. Die Anlage ist unter der Aktennummer D-3-62-000-43 als denkmalgeschütztes Baudenkmal von Regensburg verzeichnet. Ebenso wird die Anlage als Bodendenkmal unter der Aktennummer D-3-62-000-43 im Bayernatlas als „Ostflügel des ehem. Herzogshofs, erste Residenz der Wittelsbacher Herzöge in Bayern, später Teil der Oberpostdirektion, dreigeschossiger, zum Alten Kornmarkt traufständiger Satteldachbau mit Pultdach- und Giebelanbauten, mit sog. Kapelle und Herzogssaal, im Kern spätes 12. Jh., um 1220 umgebaut, 1937 durch Schwibbogen mit dem Römerturm verbunden, Umgestaltung 1939-40“ geführt.
Im 6. Jahrhundert war der Herzogshof als Residenz der frühen bayerischen Herzöge entstanden, war im 9. Jahrhundert Königspfalz karolingischer und ottonischer Könige und Kaiser und wurde am Ende des 12. Jahrhunderts für ca. 50 Jahre zur bayerischen Herzogspfalz und Residenz der Wittelsbacher. Nachdem die Wittelsbacher nach München umgezogen waren, blieben Gebäude und Grundstück bis zum Beginn des 20. Jahrhunderts im Besitz des bayerischen Staates, und wurden zwischenzeitlich zum Sitz verschiedener bayerischer Verwaltungsämter. Am Beginn des 20. Jahrhunderts kam es im Zuge der Umgestaltung der südlichen Bebauung des Domplatzes zum Abbruch der westlichen Gebäudeteile des Herzogshofs und zur Reromanisierung des Restgebäudes.

## Geschichte (bis 1800)

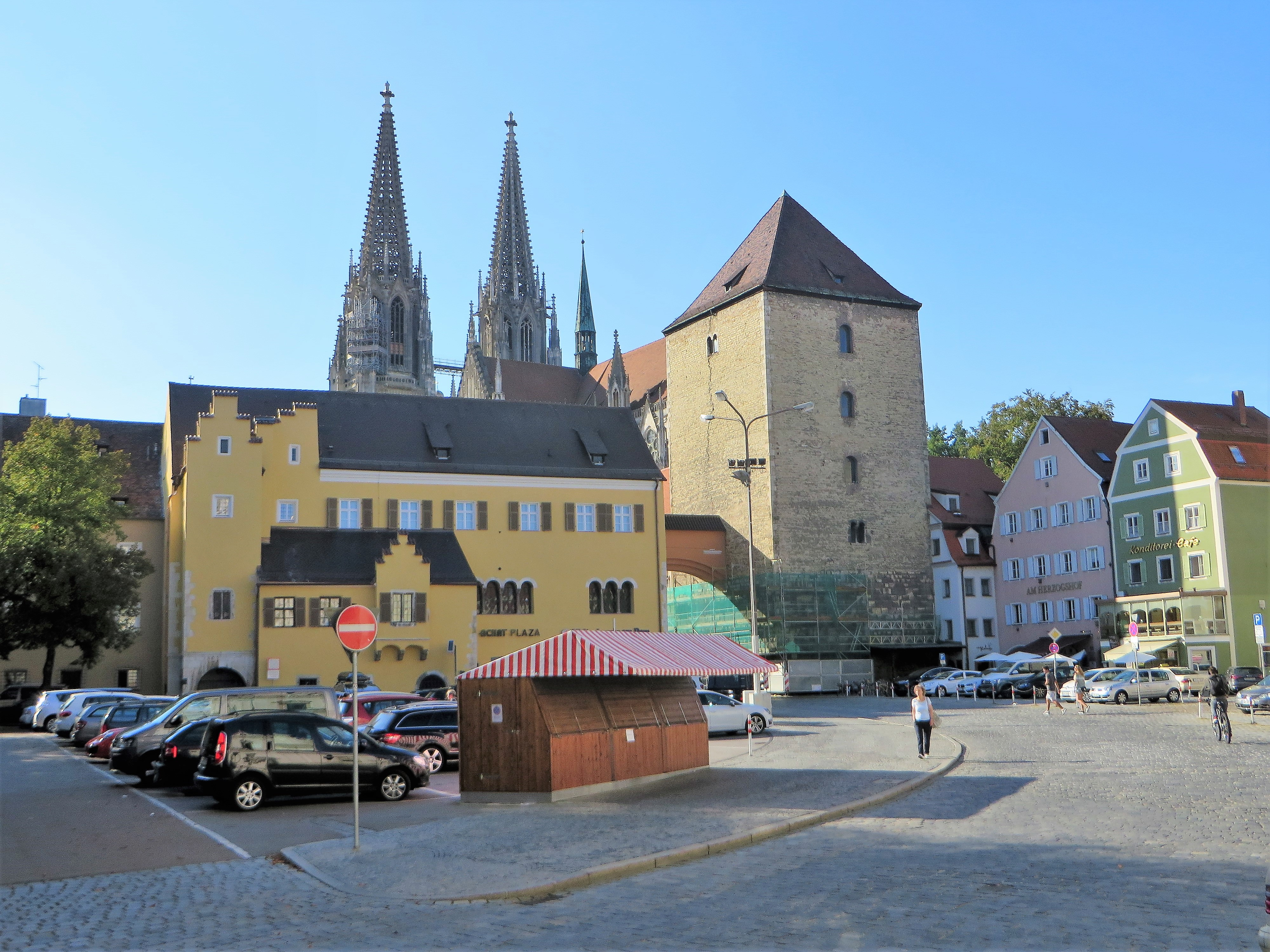
Herzogshof mit Römerturm (2018)

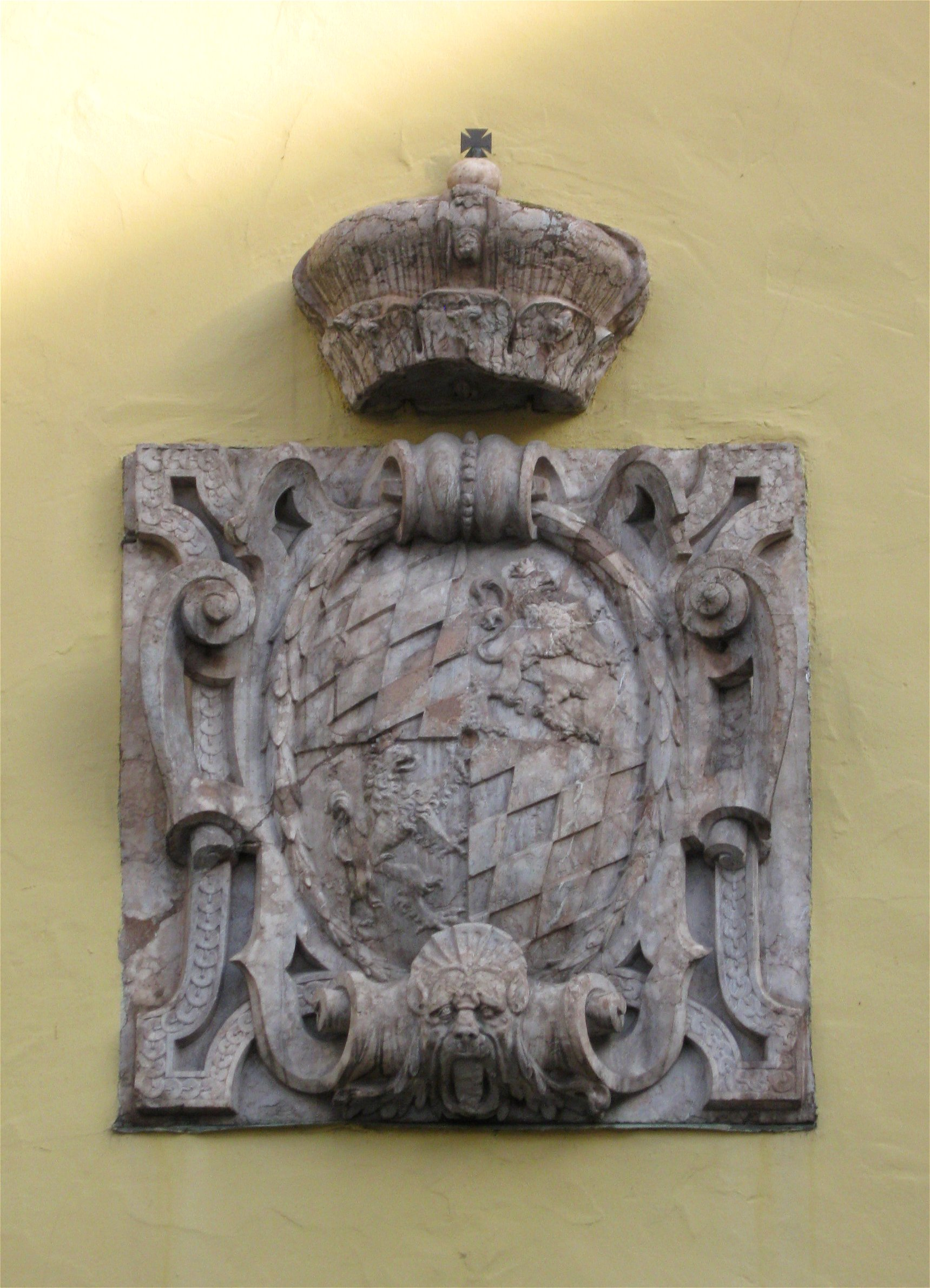
Bayerisches Wappenrelief

Am Ende des 6. Jahrhunderts entstand das Herzogtum Bayern unter der Residenz des bayerischen Herzogsgeschlecht der Agilolfinger.
Sie wählten das römische Legionslager Castra Regina als Residenzstadt und nutzten die römischen Mauern des Kastells als Schutz. Im Nordostbereich des Kastells ging aus einem spätrömischen Baukomplex die Agilolfingische Pfalz hervor. Nachdem Karl der Große 788 das Herzogtum Bayern in das fränkische Reich einverleibt hatte, trat er die Nachfolge der Algilolfinger an und nahm bis 803 mehrmals seinen Aufenthalt in den Pfalzgebäuden, die er zu einer Königspfalz der Karolinger ausbaute. Er hielt Reichstage ab, stellte Urkunden aus und führte von hier aus Kriege gegen die Awaren. Nach Karl dem Großen ließen Ludwig der Deutsche und seine Gemahlin Hemma, die seit 826 Bayern von Regensburg aus regierten, um 875 die Pfalzkapelle neu errichten, die in direkter Tradition zur Alten Kapelle steht. Zu ihrem Bau wurden auch römische Großquader verwendet, die aus der Römermauer stammten. Ludwigs Nachfolger Arnolf von Kärnten, erbaute um 896 neue Pfalzgebäude in der Nähe von Kloster St. Emmeram (heutige Vorhalle und Vorhof), jedoch blieben die Gebäude der bisherigen Pfalz, die Pfalzkapelle, der Wohnpalast des Kaisers, eine Pfalzschule und der große Pfalzsaal für die Reichsversammlungen im Nordwesten des heutigen Alten Kornmarktes bestehen. Weitere Gebäude wie Klöster für Männer und Frauen und Höfe für auswärtige Bischöfe säumten den Pfalzbereich.
Im 10. Jahrhundert ging das Pfalzareal auf dem heutigen Alten Kornmarkt seinem Ende entgegen. Als die ottonischen Kaiser begannen, Pfalzgebäude zu verschenken, erhielten hier einige Bischöfe ihre Absteigehöfe. So schenkte Kaiser Otto II. 976 dem Erzbischof von Salzburg einen im Nordwesten gelegenen großen Teil der Anlage, den späteren  Salzburger Hof. Kaiser Otto III. schenkte 998 südlich bei der heutigen Alten Kapelle gelegene Gebäude an den Erzbischof von Magdeburg. Unter König Heinrich II. kam 1009 das Kollegiatstift zur Alten Kapelle an den Bischof von Bamberg und auch Gebäude im Osten der Herzogspfalz auf dem Areal des heutigen Karmelitenklosters wurden an die Bischöfe von Freising und Bamberg verschenkt, die dort den Freisinger Hof und den Bamberger Hof errichten ließen.
Als 1180 mit Otto I. die Herrschaft der Wittelsbacher in Bayern begann und bereits 1183 auf den noch jugendlichen Ludwig den Kelheimer überging, wurden die Pfalzgebäude zu einer bayerischen Herzogspfalz umgebaut und dabei auch der Herzogssaal neu gestaltet. 1196 bezog Herzog Ludwig die Anlage. Nachdem Regensburg 1245 zur Reichsstadt aufgestiegen war, gaben die Wittelsbacher ihre Residenz in Regensburg auf. Die Gebäude des Herzogshofs wurden durch Umbauten im Inneren für andere Nutzungen angepasst, blieben aber zusammen mit dem westlichen Teil des Platzes bis zum Beginn des 20. Jahrhunderts im Besitz des bayerischen Staates. Das wurde später um 1600 auch durch eine ursprünglich an der Ostfassade angebrachte Wappentafel demonstriert. Das Gebäude selbst wurde zunächst als Bayerisches Zollamt, später auch als Salzamt und Forstamt genutzt. Auf alten Ansichten der Stadt wird der Turm des Gebäudes deshalb als Bayrische Maut bezeichnet. Während der Zeit der bayerischen Besatzung von Regensburg im Dreißigjährigen Krieg wurde die bayerische Souveränität auf dem Platz vor dem Herzogshof auch dadurch demonstriert, dass der bayerische Kurfürst Maximilian I. hier die Hinrichtung des abtrünnigen Stadtkommandanten von Ingolstadt Georg Wolmar von Fahrensbach durchführen ließ.

## Geschichte (nach 1800)

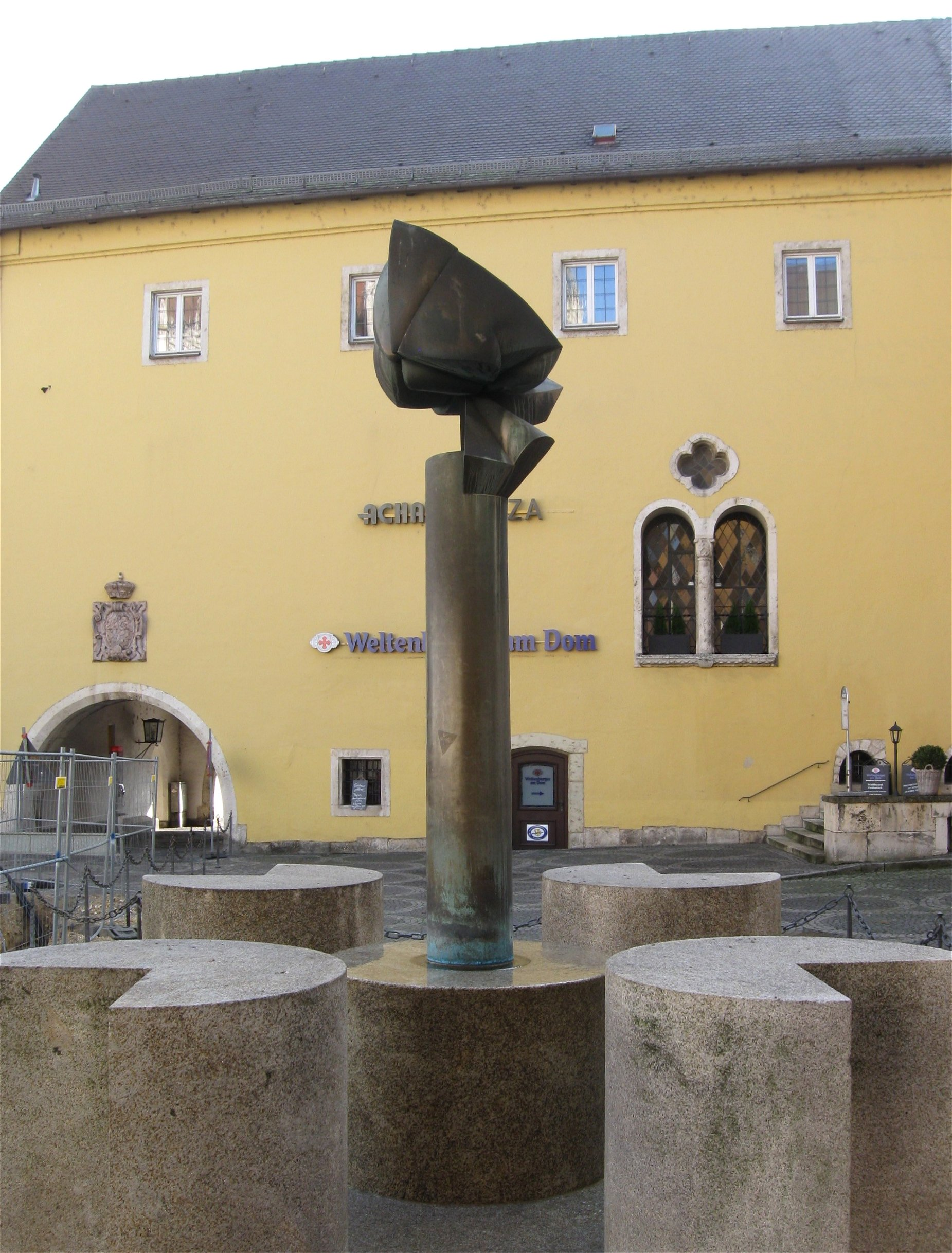
Herzogshof Westfassade mit Fußgängerpassage und bayerischer Wappentafel, Vordergrund Altdorfer-Brunnen

Kurz vor der Wende zum 20. Jahrhundert waren 1893/5 drei dem Herzogshof unmittelbar westlich benachbarte Gebäude, gelegen auf der südlichen Straßenseite der damals noch relativ schmalen Domstraße, abgebrochen worden. Es handelte sich um die dem Regensburger Dom gegenüberliegenden, aneinander gebauten Gebäude Salzburger Hof, Dompfarrhof und Alte Post. Zur gleichen Zeit wurde auch der baufällige Turm der gegenüberliegenden Kirche St. Ulrich, nahe dem Römerturm entfernt. Ziel der Abbrüche war es, die Domstraße zu verbreitern und einen nach Süden stark zurückgesetzten Neubau der Neuen Dompost im Stil der Neurenaissance zu ermöglichen. Durch die Abrisse und die südliche Zurücksetzung des geplanten Neubaus sollte die schmale Domstraße zu einem Domplatz erweitert werden, um einen besseren Blick auf den Dom zu ermöglichen. Als Folge dieser Maßnahmen entwickelte sich  der Albrecht-Altdorfer-Platz. Der Herzogshof blieb zunächst erhalten und war dem 1895/6 auf dem Domplatz im Stil der Neurenaissance entstandenen Gebäude der Neuen Dompost westlich benachbart.
In den 1930er Jahren kam es zu weiteren gravierenden Änderungen im Baubestand des Herzogshofs. Nur 40 Jahre nach dem Bau der Neuen Dompost wurde 1936 das Neurenaissance-Dekor der Nordfassade und im Inneren die palastartige Neu-Renaissance-Schalterhalle wieder entfernt. Außerdem hatte sich gezeigt, dass das neue Postgebäude viel zu klein geplant war und eine Erweiterung nötig war. Der Oberpostdirektion gelang es, den sich östlich anschließenden mittelalterlichen Herzogshof auf Abbruch käuflich zu erwerben, um an seiner Stelle einen Dompost-Erweiterungsbau zu errichten. Der geplante Totalabbruch des Herzogshofs stieß auf den Widerstand des Denkmalpflegers Walter Boll, dem es gelang, den Oberbürgermeister Otto Schottenheim von der historischen Bedeutung des Herzogshofs zu überzeugen. Jedoch konnte die gewünschte Erweiterung des Dompostgebäudes nicht verhindert werden, und es kam zum Abriss von westlichen Gebäudeteilen des Herzoghofs. Als man dann im Zuge der Arbeiten auf romanische Arkaden und sogar unter einer Zwischendecke verborgen auf eine gotische Wappendecke stieß, konnte der Abbruch gestoppt werden, und der Ostflügel des Herzogshofs mit dem Herzogssaal blieb erhalten.
In der Folge ließ Boll die gesamte Ostfassade des Ostflügels durch Rückbau von Fenstern „bereinigen“ und zwei romanische Rundbogenfenster aus dem Fundus des Museums einbauen. Die bayerische Wappentafel wurde von der Ostfassade an die neu erbaute Westfassade versetzt, die dann ebenfalls 1938 durch die Fälschung eines romanischen Biforiums des Münchner Bildhauers Karl Kroher in einen idealtypischen romanischen Zustand versetzt wurde.
Zum neu entstandenen Albrecht-Altdorfer-Platz wurde eine Fußgängerpassage geschaffen. Der 1855 abgetragene Schwibbogen zum Römerturm, der als Bergfried des Herzogshofes interpretiert werden kann, wurde etwas versetzt neu angebracht. Im Innern des Gebäudes wurde der spätromanische Herzogssaal aus der Zeit von 1220 zu „Regensburgs schönstem Gemeinschaftsraum“ hergerichtet und die Originalfenster freigelegt oder auch aus Beständen des Museums ergänzt.